# ستيوارت باركر
ستيوارت باركر (16 فبراير 1954 برستون المملكة المتحدة - ) هو لاعب كرة قدم بريطاني.